# John Evans (archéologue)
Pour les articles homonymes, voir Evans et John Evans.

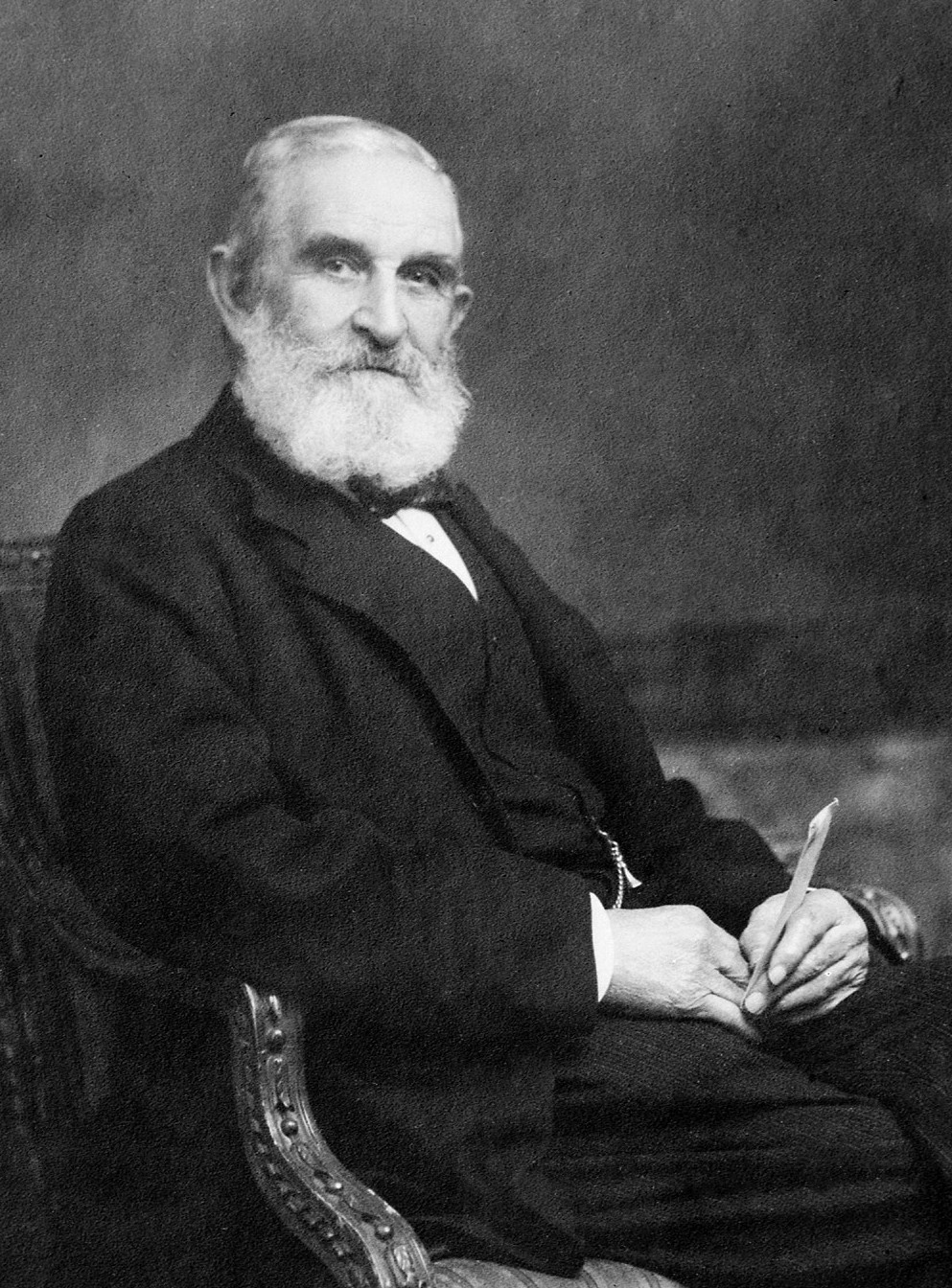
John Evans

John Evans est un archéologue, numismate et géologue britannique, né le 17 novembre 1823 dans le Buckinghamshire et mort le 31 mai 1908 à Berkhamsted. Il est connu comme contributeur de l'archéologie moderne.

## Biographie
Auteur de trois livres, John Evans  a également publié des articles dans la revue Archeologia de la Société des Antiquaires, qu'il présida de 1885 à 1892.
Il est, avec le géologue Joseph Prestwich, l'un des pionniers des études préhistoriques.
À partir de 1846, Prestwich étudie les dépôts du Tertiaire du bassin de Londres qu'il classifie et met en corrélation avec les dépôts contemporains de l'Angleterre, de la France et de la Belgique. En 1858 Hugh Falconer, persuade le géologue de visiter Abbeville, où Boucher de Perthes déclare avoir découvert des outils en silex dans les dépôts de gravier de la vallée de la Somme. Prestwich requiert les compétences de John Evans pour identifier et étudier ces outils à la manière d'un numismate. Ils explorent les lits de graviers de Saint-Acheul en compagnie de l'architecte amiénois Charles Joseph Pinsard, ce dernier réalisant la première photographie d'un biface en place.
L'étude d'Evans et Prestwich confirme les découvertes de Boucher de Perthes et établit ainsi l'antiquité de l'être humain. Le compte rendu de Prestwich dans les Proceedings of the Royal Society - actes de la Société Royal (1859-1860) est noté par certains historiens de la science comme la naissance de l'archéologie moderne.
Son fils aîné, Arthur Evans, est le fouilleur du site archéologique de Cnossos et découvreur de la civilisation minoenne. Sa fille, Joan Evans, est historienne.

## Fonctions
- 1864 : membre de la Royal Society, trésorier de 1878 à 1898.
- 1874-1908 : président de la Numismatic Society
- 1874-1876 : président de la Geological Society of London,
- 1877-1879 : président du Royal Anthropological Institute of Great Britain and Ireland
- 1885-1892 : président de la Society of Antiquaries of London
- 1891-1893 : président de la Society of Chemical Industry
- 1897-1898 : président de la British Association for the Advancement of Science
- 1878–1898 Trésorier de la Royal Society

## Publications
- (en) The Coins of the Ancient Britons (1864).
- (en) The Ancient Stone Implements, Weapons and Ornaments of Great Britain (1872).
- (en) The Ancient Bronze Implements, Weapons and Ornaments of Great Britain and Ireland (1881).